# نيميكسيا
‘‘‘نيميكسيا’’’  هي لعبة متصفح أونلاين، متعددة اللاعبين فضائية إستراتيجية. كل لاعب يمكن أن يختار واحد من الأعراق الثلاثة ويطور إمبراطوريته الفضائية القوية. بمساعدة أصدقائه يستطيع أن يغزو الكون عن طريق إنشاء بوابة النجوم العليا.

## تاريخ
نيميكسيا  is لعبة متصفح مجانية تم اصدارها في سبتمبر 2009، في البداية فقط في بلغاريا. تم تطويرها واصدارها من قبل الشركة البلغارية XS Software. وبحلول نهاية العام نفسه، تم الإفراج عن لعبة في 13 دولة مختلفة مع أكثر من 120,000 اللاعبين المسجلين.

## نسخ
شهدت اللعبة العديد من التغييرات الكبرى خلال السنوات ولكل من هذه التغييرات اسم معين.
- نيميكسيا 2.0 - ‘‘‘التطور’’’ [10][11][12] (2011) - عرضت وحدة مسيطرة جديدة - القائد، السفن القيادية وتم تحسين واجهة اللعبة بالكامل.
- نيميكسيا 3.0 - ‘‘‘الثورة’’’ [13] (2012) - عرضت تهديد جديد غريب - المرتدون، صنف جديد من وحدات الدفاع وتم تحسين نظام المعركة.
- نيميكسيا 4.0 - ‘‘‘الفداء’’’ [14] (2013) - عرضت تصميمات لسفينتين قياديتين جديدتين وصياغة لمعدات القائد.
- نيميكسيا 5.0 - ‘‘‘السمو’’’ [15] (2014) - عرضت ساحة المجرة، مكان عظيم لمعارك الكون.

## القصة
قبل سنوات عديدة تم إكتشاف السفر إلى الفضاء من قبل البشر، وقرروا استكشاف المجرة. مجموعة صغيرة منهم يطلقون على أنفسهم اسم «الاتحاد» اكتشفوا كوكب قديم مع موارد غير محدودة مما ساعدهم على تطوير إمكانياتهم التقنية. استغرق الأمر بعض الوقت ولكن في النهاية تمكنوا من خلق AI وجعلوهم يطورون ارادتهم الحرة. واطلقوا على هذه المخلوقات اسم «التيرتاثي». مع مرور الوقت كانوا هؤلاء الروبوتات يساعدون الاتحاد في كل شيء. ولكنهم ادركوا قدراتهم الذاتية، شكلوا وحدتهم الخاصة وانفصلوا عن الاتحاد. قليل منهم بقوا كمساعدين لأسيادهم ولكن كان الآخرون كانوا فضوليين عن بقية الكون، تماما مثل أسيادهم. قليل منهم بقوا كمساعدين لأسيادهم ولكن كان الآخرون فضوليين عن بقية الكون، تماما مثل أسيادهم. في رحلتهم البعيدة التيرتاثي اكتشفوا تحدي آخر في نهاية مجرتهم البعيدة. مخلوقات تشبه الحشرات، اسمهم «النوكسيس». ولكن توقهم للمعرفة أعماهم فالاتحاد والتيرتاثي لم يلاحظوا أن النوكسيس يتطورون. مثل العديد من المخلوقات الأخرى النوكسيس كانوا الطفيليات، مربوطة بمصدر غير متوقع كانوا يأخذون المعلومات، إلى أن تجاوزوا مضيفهم. وبدأت الحرب. الأعراق الثلاثة كانوا في خلاف مستمر. النهاية لم تكن قريبة وبعض المنبوذين والمجتمعات الأقل عدائية بعد أن انفصلوا من أعراقهم شكلوا تحالفات ووحدوا معرفتهم في محاولة أخيرة للهروب. يمكنك مساعدة المنبوذين في مهمتهم.

## هدف اللعبة
نيميكسيا  هي لعبة مؤسسة من جولات، والذي معناه أنه بعد إنجاز هدف اللعبة  جميع اللاعبين يبدأون من البداية ويتنافسون للمجد مرة أخرى.
خلال كل دورة يمكنك استعمار كواكب كعدد أقصى ونشر إمبراطوريتك الفضائية على مدى عدة المجرات. يمكن تطويره بشكل منفرد ليصبح كوكب داعم، مجنم أو حربي. حتى لو خسر في معركة يمكنك استعمار كوكب جديد واختيار استراتيجيتك من جديد.

### الأعراق والوحدات
نيميكسيا  هناك ثلاث أعراق: البشر (الاتحاد)، الروبوتات (التيراثي) والحشرات/المخلوقات الحية (النوكسيس). كل سباق له نوع معين من الوحدات مع مهارات فريدة من نوعها.
تنوع السفن ووحدات الدفاع يسمح لك للاختيار من بين عدة استراتيجيات معركة مختلفة. هناك 7 أنواع من السفن الحربية، 5 مدنية وسفينة خدمة واحدة. وهناك أيضا 7 أنواع من وحدات الدفاع والتي يمكن استخدامها للدفاع عن كواكبك إذا كانت سفينتك في مهمة. حتى لو كنت لست من محبي الوحدات الحربية يمكنك بناء درع أو اثنين لتحمي كوكبك من بعض السفن الضعيفة ولتمنع الغارات.

### العلوم
هناك 22 من العلوم المختلفة التي تساعد اللاعب كثيراً في لحظات معينة من تطوره. ونظرا للمسافات الكبيرة بين الكواكب المختلفة، يمكن للاعب أن يزيد سرعة سفنه بنسبة 750% بهذه الطريقة سيصل إلى الموقع المطلوب بشكل أسرع. هناك العلوم التي تزيد دخل الموارد والطاقة، وتوفر هجوم إضافي أو صحة إلى وحدات اللاعبين أو تفتح أسرار وخطط خفية لتطوير وحدات رئيسية.

### التحالفات والكواكب التحالفية
كل لاعب يمكن ان ينضم إلى تحالف أو يشكل تحالفه الخاص وبمساعدة ثمانية من أصدقائه من الأعراق الأخرى يمكنه أن ينشئ كوكب تحالفي قوي. من هذه الكواكب التحالفية جميع أعضاء التحالف يمكنهم أن يطلقوا هجوم نحو الشمس ومحاولة الحصول على الكريستال. من خلال جمع كل الكريستالات ال10، اللاعبين يفتحوا مبنى فريد من نوعه والذي يسمح لهم بالتنافس على هدف اللعبة.